# Космос-44
Космос-44 је један од преко 2400 совјетских вјештачких сателита лансираних у оквиру програма Космос.
Космос-44 је лансиран са космодрома Тјуратам, Бајконур, СССР, 28. августа 1964. Ракета-носач Р-7 Семјорка (рус. Семёрка) (8К71, НАТО ознака SS-6 Sapwood) са додатим степеном је поставила сателит у орбиту око планете Земље. 